# باغاغه آدانه
باغاغه آدانه (به لاتین: Baghagha) یک منطقهٔ مسکونی در سنگال است که در Ziguinchor Department واقع شده‌است. باغاغه آدانه ۲٬۱۸۹ نفر جمعیت دارد.